# Hlavní sudetská magistrála
Hlavní sudetská magistrála Mieczysława Orłowicze (polsky Główny Szlak Sudecki imienia Mieczysława Orłowicza, GSS) je pěší dálková turistická trasa v Polsku, vedoucí ze Świeradówa-Zdróje v Jizerských horách do Prudníka na pomezí Opavské pahorkatiny a Zlatohorské vrchoviny. Je dlouhá 440 km a vede přes nejzajímavější části Sudet, značená je červenou barvou.

## Historie
Nápad na vytvoření turistické magistrály poprvé zazněl na setkání Sudetské komise Polské tatranské společnosti, které se konalo 24. října 1947. V následujícím roce začaly práce na značení magistrály. U příležitosti 100. výročí turistiky v Polsku v 1973 pojmenovala Komise horské turistiky Centrální správy PTTK Hlavní sudetskou magistrálu po Mieczysławu Orłowiczovi jako uznání za jeho přínos k turistice a vlastivědě.

## Průběh
Hlavní sudetská magistrala začíná ve Świeradówě-Zdróji, vede Jizerskými horami (Wysoka Kopa, 1126 m n. m.; Wysoki Kamień, 1058 m n.) do Sklářské Poruby, potom Krkonošemi (Vodopád Kamieńczyka, Vysoké kolo – 1510 m n. m., Sedlo pod Sněžkou – 1389 m n. m.) do Karpacze; dále pokračuje Janovickým rudohořím (Skalnik, 945 m n. m.) do Křešova, Meziměstskou vrchovinou (Góry Kamienne – Kamenné hory) a Černými horami (Góry Czarne) do Jedliny-Zdróje, následují Soví hory (Velká Sova, 1015 m n. m.), Stříbrný průsmyk (Przełęcz Srebrna) oddělující Soví a Bardzké hory. Dále vede přes Vambeřice a Stolové hory do sudetských letovisek: Lázně Chudoba, Dušníky; dále: Orlické a Bystřické hory, vodopád Wilczki, masiv Králického Sněžníku, hory Krowiarki, Lądek-Zdrój, Rychlebskými horami do Paczkówa (kde celá léta končila na železniční stanici) a dále přes Kałków, Hlucholazy a Zlatohorskou vrchovinu do Prudníka.
Magistrála míjí některé důležité body, včetně vrcholů: Sněžka a Králický Sněžník. Na několika místech vede kratší dobu i územím České republiky.
Délka magistrály je asi 440 km a čas přechodu – 104 hodin.

## Hlavní sudetská magistrála a Česko
Hlavní sudetská magistrála se napojuje na česko-Polsko hranici mezi Szrenicou a chatou Slezský dom pod Sněžkou (spolu s Cestou česko-polského přátelství, poblíž vrcholu Skalniak ve Stolových horách, poblíž Podgórzy (městská část Dušník), dále poblíž Lasówky, Rychleb, severně od Kolnovic, poblíž vesnice Podlesie jižně od Hlucholaz a konečně mezi Biskupskou kupou a Zamkowou Górou ve Zlatohorské vrchovině.

## Horská turistika
Magistrála je dostupná celý rok, i když některé z jejích částí mohou být zavřené v zimě kvůli nebezpečí lavin (Krkonoše) a nebezpečných bažin (Stolové hory). Na trase se nachází mnoho horských chat spravovaných Polským turisticko-vlastivědným spolkem (PTTK). Polské horské chaty jsou povinny ubytovat každého člověka, který není schopen najít jiné místo před západem slunce, nebo v případě nouze, ačkoli v primitivních podmínkách.

## Galerie

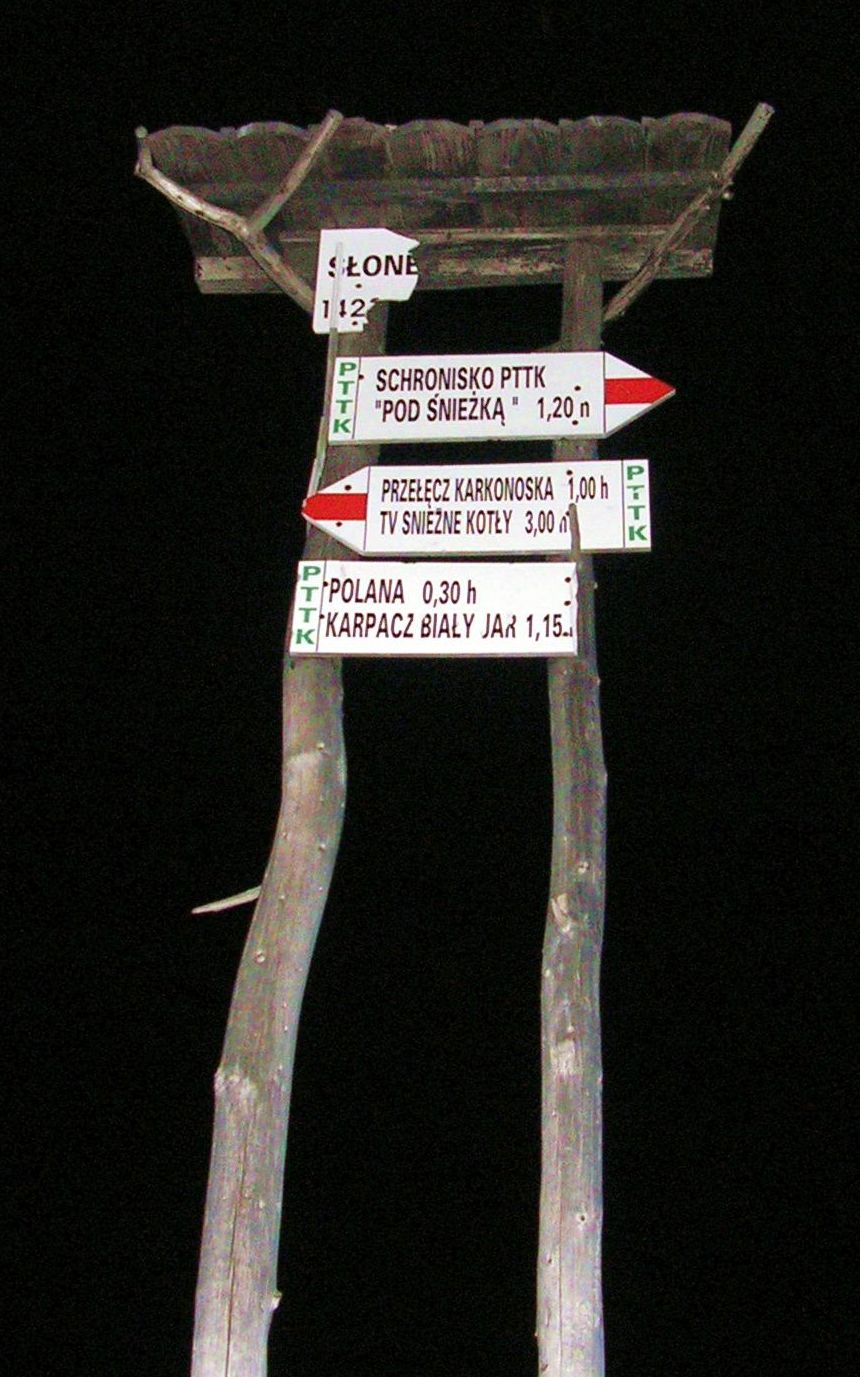
Značení magistrály na Poledním kameni v Krkonoších (1420 m)
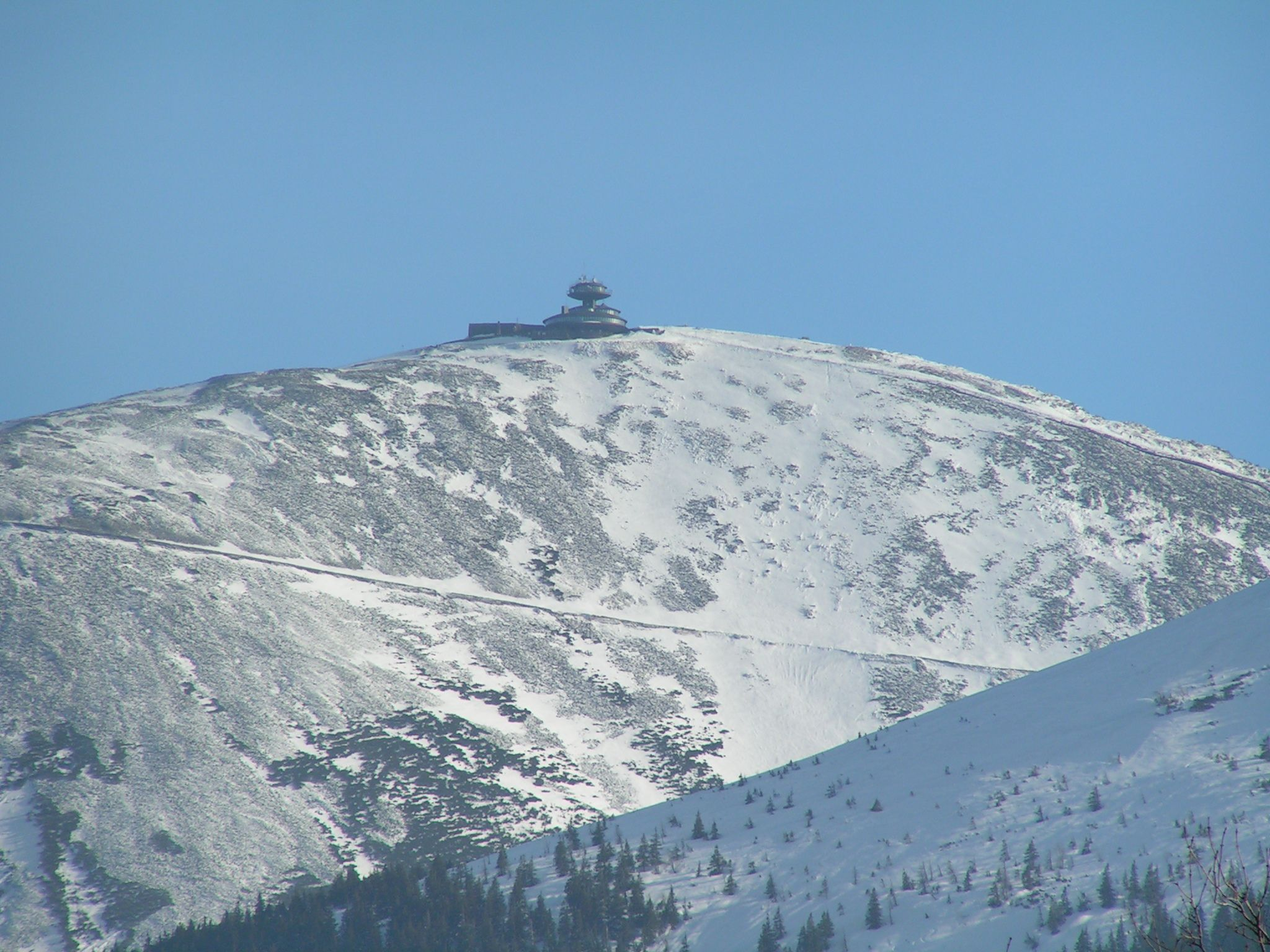
Sněžka (1602 m) – nejvyšší vrchol poblíž magistrály
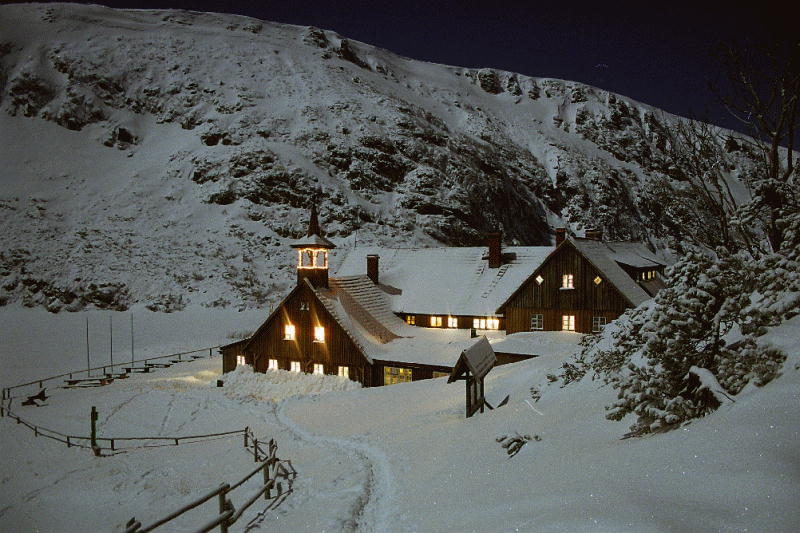
Samotnia – horská chata v Krkonoších
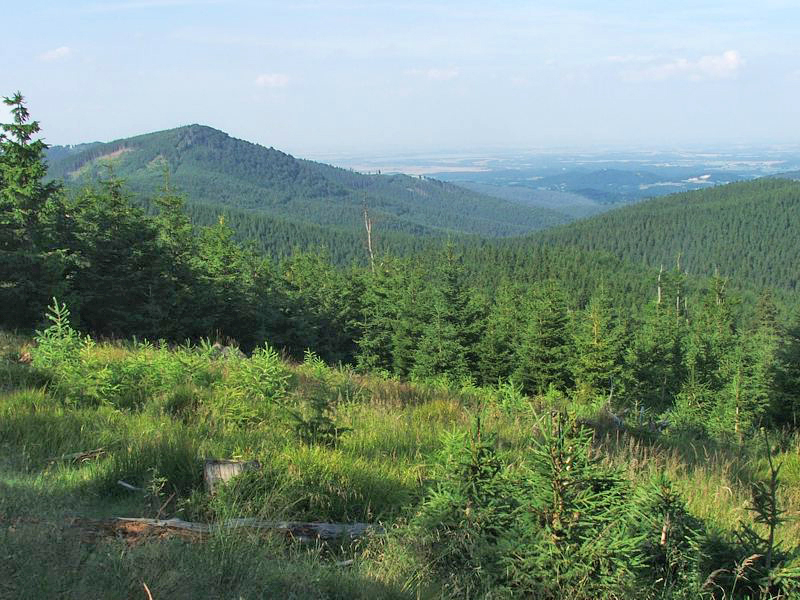
Rychlebské hory ve východní části magistrály

## Horské chaty
- Chata PTTK na Stogu Jizerském (Schronisko PTTK Na Stogu Izerskim)
- Chata Vysoký Kámen (Schronisko Wysoki Kamień)
- Chata „Kamieńczyk“ (Schronisko „Kamieńczyk“)
- Chata PTTK na Hali Szrenické (Schronisko PTTK Na Hali Szrenickiej)
- Chata Szrenica (Schronisko Szrenica)
- Chata PTTK „Pod Labském štítem“ (Schronisko PTTK „Pod Łabskim Szczytem“)
- Chata PTTK „Obrození“ (Schronisko PTTK „Odrodzenie“)
- Chata „Slezský dům“ (Schronisko „Dom Śląski“)
- Chata PTTK „Samotnia“ (Schronisko PTTK „Samotnia“)
- Chata PTTK „Strzecha Akademicka“ (Schronisko PTTK „Strzecha Akademicka“)
- Chata PTTK „Nad Łomniczkou“ (Schronisko PTTK „Nad Łomniczką“)
- Chata PTTK „Andrzejówka“ (Schronisko PTTK „Andrzejówka“)
- Chata PTTK „Zygmuntówka“ (Schronisko PTTK „Zygmuntówka“)
- Chata „Orel“ (Schronisko „Orzeł“)
- Chata „Sova" (Schronisko „Sowa“)
- Chata PTTK „Pastýřka“ (Schronisko PTTK „Pasterka“)
- Chata PTTK „Na Velké Hejšovině“ (Schronisko PTTK „Na Szczelińcu“)
- Chata PTTK „Pod Muflonem“ (Schronisko PTTK „Pod Muflonem“)
- Chata PTTK „Orlica“ (Schronisko PTTK „Orlica“)
- Chata PTTK „Jagodna“ (Schronisko PTTK „Jagodna“)
- Chata „Na Igliczné“ (Schronisko „Na Iglicznej“)
- Chata PTTK „Na Śnieżniku“ (Schronisko PTTK „Na Śnieżniku”)
- Chata PTTK „Pod Biskupskou kupou“ (Schronisko PTTK „Pod Kopą Biskupią“)